# Lijst van beschermd erfgoed in Burdinne
Onderstaande tabel geeft een overzicht van de beschermde erfgoederen in de gemeente Burdinne. Het beschermd erfgoed maakt deel uit van het cultureel erfgoed in België.
| Object | Bouwjaar/architect | Deelgemeente | Adres | Coördinaten                  | Nummer?                | Afbeelding                                                                                   |
| --- | ------------------ | ------------ | --- | ---------------------------- | ---------------------- | -------------------------------------------------------------------------------------------- |
| Kerk van de geboorte van de Heilige Maagd: het koor |                    |              | | 50° 35' 1" NB, 5° 4' 23" OL  | 61010-CLT-0001-01 Info | Kerk van de geboorte van de Heilige Maagd: het koor                                          |
| Huis, gevels en daken |                    |              | rue de la Burdinale, n°59 | 50° 35' 3" NB, 5° 5' 35" OL  | 61010-CLT-0002-01 Info |                                                                                              |
| Tumulus van Vissoul en omgeving |                    |              | rue de Vissoul | 50° 35' 52" NB, 5° 7' 51" OL | 61010-CLT-0003-01 Info | Tumulus van Vissoul en omgeving                                                              |
| Ensemble van het gebouw: molen met mechanische en hydraulische systemen, hoofdgebouw en aangrenzende bakkerij met broodoven, schuur (gevels en daken) en omgeving |                    |              | rue de la Burdinale, n°92 | 50° 34' 33" NB, 5° 8' 35" OL | 61010-CLT-0004-01 Info |                                                                                              |
| Boerderij "Grosse Tour" |                    |              | rue de la Burdinale et plus précisément: les toitures; les façades extérieures et intérieures, excepté les deux garages situés à gauche en entrant dans la cour mais incluant le mur du fond; le puits situé dans la cour. | 50° 35' 5" NB, 5° 4' 26" OL  | 61010-CLT-0005-01 Info | Boerderij "Grosse Tour"                                                                      |
| Huis, gevels en daken |                    |              | rue de la Gare, n°14 | 50° 34' 52" NB, 5° 4' 11" OL | 61010-CLT-0006-01 Info |                                                                                              |
| Chartil uit de 17e eeuw |                    |              | rue des Ecoles, n°7 | 50° 35' 2" NB, 5° 4' 28" OL  | 61010-CLT-0007-01 Info |                                                                                              |
| De archeologische site van de Tumulus van Vissoul op een plek genaamd "Campagne de la Tombe"                                                                      |                    |              | | 50° 35' 52" NB, 5° 7' 51" OL | 61010-PEX-0001-01 Info | De archeologische site van de Tumulus van Vissoul op een plek genaamd "Campagne de la Tombe" |